# Eleni Ioannou (Leichtathletin)
Eleni Ioannou (griechisch Ελένη Ιωάννου; * 20. Januar 1984) ist eine zypriotische Leichtathletin, die sich auf den Langstreckenlauf spezialisiert hat.

## Sportliche Laufbahn
Erste internationale Erfahrungen sammelte Eleni Ioannou im Jahr 2023, als sie bei der 2. Liga der Team-Europameisterschaft im Rahmen der Europaspiele in Chorzów in 18:08,28 min den 15. Platz im 5000-Meter-Lauf belegte. Bei den erstmals ausgetragenen Straßenlauf-Europameisterschaften 2025 in Löwen landete sie nach 1:23:15 h auf dem 38. Platz im Halbmarathon.
2023 wurde Ioannou zyprische Meisterin im Halbmarathon sowie 2025 im Marathonlauf.

## Persönliche Bestleistungen
- 5000 Meter: 18:08,28 min, 20. Juni 2023 in Chorzów
- 10.000 Meter: 37:34,54 min, 19. April 2023 in Limassol
- Halbmarathon: 1:20:08 h, 19. Februar 2023 in Nikosia
- Marathon: 2:52:01 h, 19. März 2023 in Barcelona